# بیوسنتز
بیوسَنتز (به انگلیسی: Biosynthesis) به فرایندی در سلول جانداران می‌گویند که در آن سوبستراها به کمک آنزیم‌های ویژه‌ای کاتالیز و به فرآورده‌های پیچیده‌تری تبدیل می‌گردند. مثالهایی معروف از بیوسنتز در انسان عبارتند از تولید پلی ساکاریدها از مونوساکاریدها مانند گلیکوژن از گلوکز، ساخت پروتئین از اسیدآمینه‌ها، تولید چربی‌ها و تولید نوکلئوتیدها و دی‌ان‌ای.

## تولیدلیپید
دو گروه عمده لیپیدهای بدن یعنی استروئیدها (ترکیبات کلسترول) و فسفولیپیدها می‌باشند که چرخه تولید آن‌ها در این نمودارها مشاهده می‌شود:

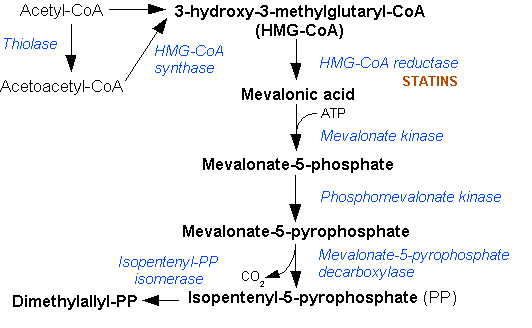
Mevalonate pathway

## تولید پروتئین
بیوسنتز پروتئین‌ها در بدن فرایندی پیچیده‌است که ابتدا با رونویسی آران‌ای از روی دی‌ان‌ای آغاز شده و سپس mRNA به داخل سیتوپلاسم رفته و در ریبوزوم پلیمر پروتئینی تولید می‌شود. گام بعدی تغییرات پس از ترجمه است.

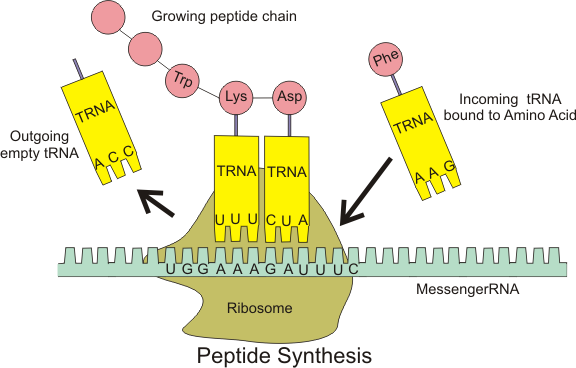
The interaction of tRNA and mRNA in protein synthesis.